# Théorème du point fixe de Caristi
Le théorème du point fixe de Caristi — ou de Caristi–Kirk (en) — est un théorème de topologie générale qui étend le théorème du point fixe de Banach-Picard, en garantissant l'existence de points fixes pour une plus large classe d'applications d'un espace métrique complet dans lui-même. Il est équivalent à une forme faible du principe variationnel d'Ekeland.

## Énoncé
Soient (X, d) un espace métrique complet non vide et T une application de X dans X (non nécessairement continue). Pour que T admette un point fixe, il suffit, qu'il existe une application semi-continue inférieurement f : X → [0, +∞[ telle que pour tout point x de X, d(x, T(x)) ≤ f(x) – f(T(x)).

## Généralisation aux multifonctions
Pour qu'une multifonction Γ de X dans X, à valeurs non vides, admette un point fixe — c'est-à-dire un point x appartenant à Γ(x) — il suffit qu'il existe une application semi-continue inférieurement f : X → [0, +∞], non constamment égale à +∞, telle que pour tout couple (x, y) du graphe de Γ, f(y) ≤ f(x) – d(x, y).

## Démonstrations
Montrons l'équivalence entre les deux énoncés ci-dessus et la forme faible suivante du principe d'Ekeland : pour tout espace complet X et toute application semi-continue inférieurement f : X → [0, +∞] non constamment égale à +∞, il existe un point x de X tel que f(x) ≤ 1 + inf(f(X)) et tel que, pour tout point y de X distinct de x, f(y) > f(x) – d(x, y).
- Preuve du théorème de Caristi pour les multifonctions, à partir du principe faible d'Ekeland : soient Γ et f comme dans la généralisation ci-dessus, et x un point de X fourni par le principe faible. Alors Γ(x) ne contient aucun point distinct de x. Puisqu'il est non vide, il contient x, qui est donc fixe.
- Preuve par l'absurde (et à l'aide de l'axiome du choix) du principe faible d'Ekeland, à partir du théorème de Caristi pour les fonctions : si ce principe n'était pas vérifié, il existerait un espace complet X et une application f : X → [0, +∞],  semi-continue inférieurement et non constamment égale à +∞, tels que pour tout x de X vérifiant f(x) ≤ 1 + inf(f(X)), il existe yx ≠ x vérifiant f(yx) ≤ f(x) – d(x, yx). Le sous-espace (non vide) F des x tels que f(x) ≤ 1 + inf(f(X)) serait alors fermé donc complet, et l'application T : F → F définie par T(x) = yx serait un contre-exemple au théorème de Caristi.